# Tabanus altermaculatus
Tabanus altermaculatus är en tvåvingeart som beskrevs av Ricardo 1913. Tabanus altermaculatus ingår i släktet Tabanus och familjen bromsar. Inga underarter finns listade i Catalogue of Life.